# 昭島市民球場
昭島市民球場（あきしましみんきゅうじょう）は、東京都昭島市の昭島市立昭和公園内にある野球場。2022年からS&D多摩ホールディング株式会社が命名権を持ち、S&D 昭島スタジアムという名称になっている。かつての名称はネッツ多摩昭島スタジアム。
高校野球（西東京大会）の試合で使用している。東東京大会でも使用される場合がある。

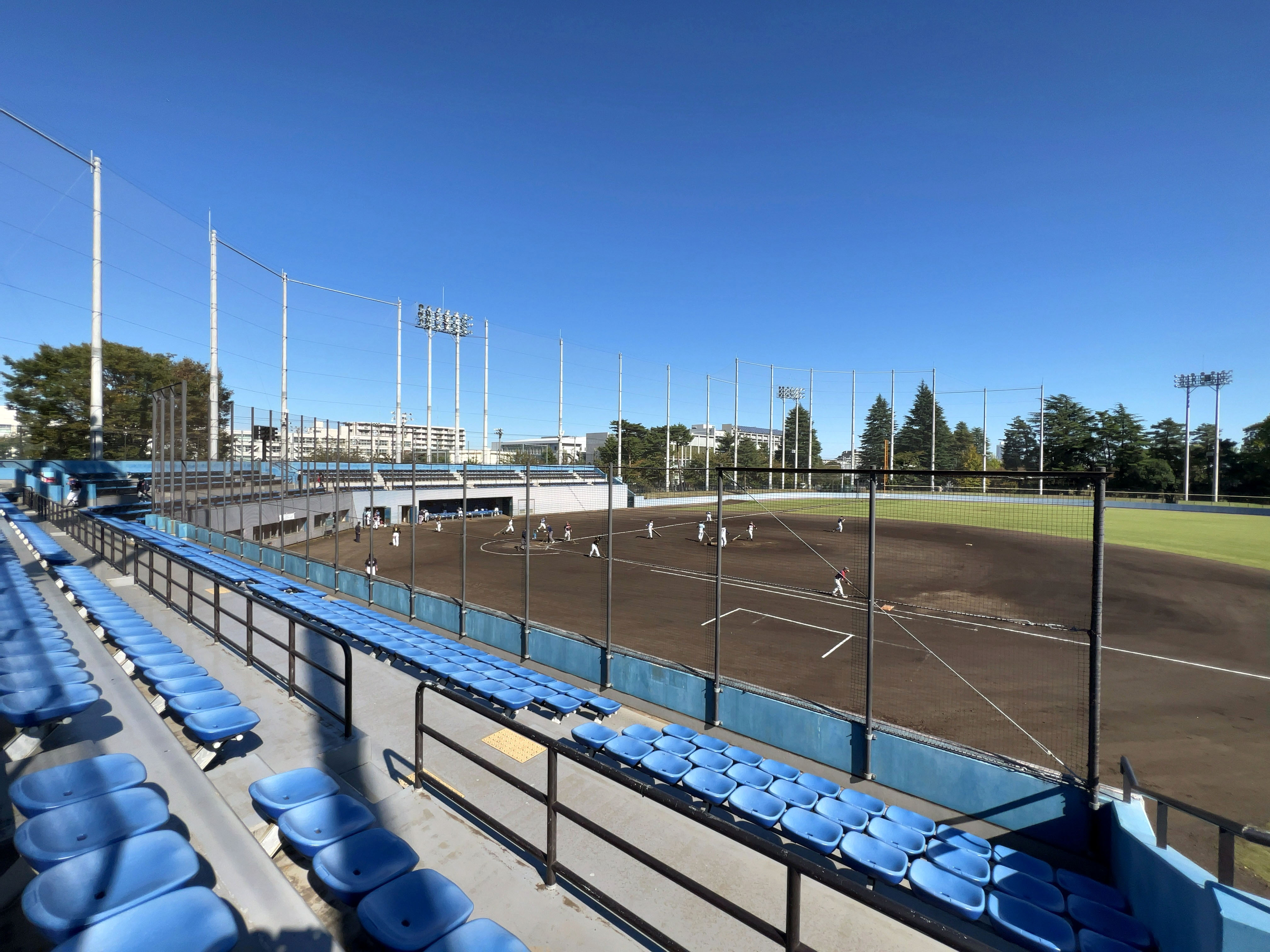
場内

## 交通機関
- JR青梅線東中神駅より徒歩5分